# Andrej Žarnov
Andrej Žarnov (geboren 19. November 1903 in Kuklov, Österreich-Ungarn; gestorben 16. März 1982 in Poughkeepsie, USA) war das literarische Pseudonym des slowakischen Mediziners František Šubík.

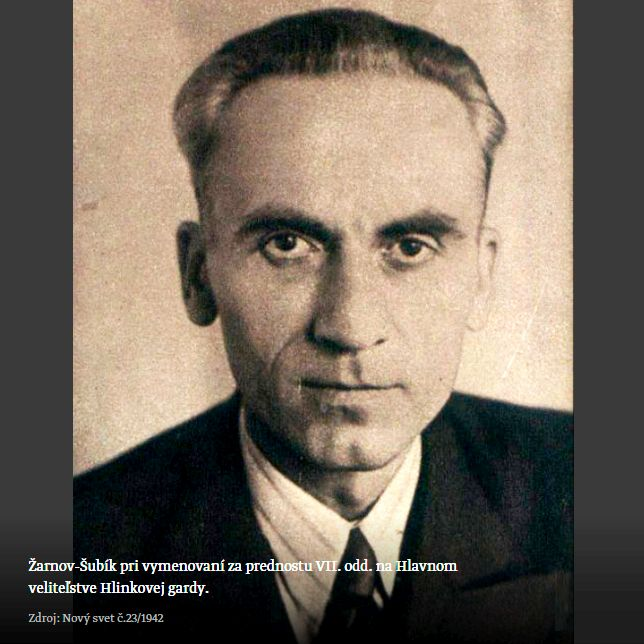
Andrej Žarnov (1942)

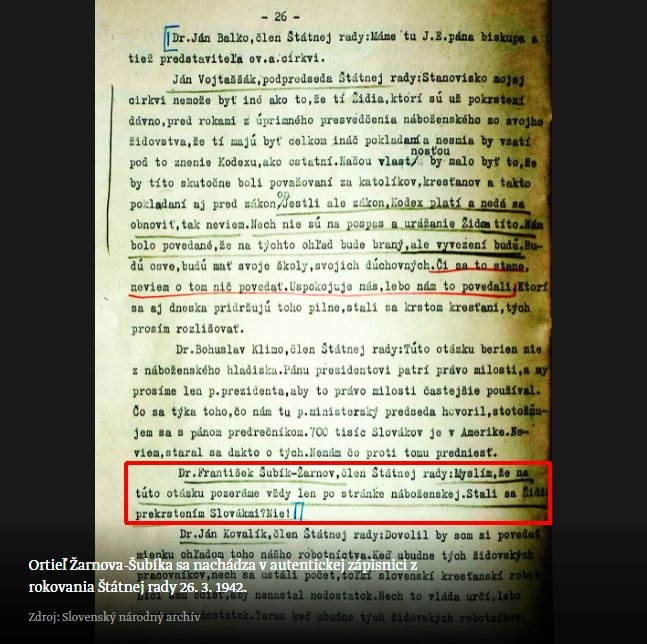
Protokoll aus der Sitzung des Staatsrats am 26. März 1942 mit Žarnovs bejahender Äußerung zu Judendeportationen

## Leben

### František Šubík
František Šubík besuchte das Gymnasium in Trnava und studierte Medizin an der Universität Bratislava, die ihn 1939 als Professor für Pathologie berief. Er veröffentlichte regelmäßig in medizinischen Fachzeitschriften.

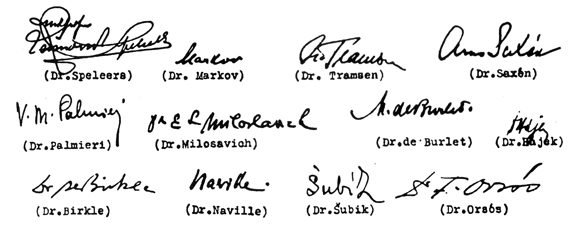
Šubíks Unterschrift auf dem Ärzteprotokoll.

Im 1939 gegründeten Slowakischen Staat wurde er leitender Beamter im Gesundheitswesen. 1940 wurde er von Staatspräsident Jozef Tiso in den Staatsrat, ein Beratergremium, berufen und trat an die Spitze der Gesundheitsbehörde.
Als das deutsche Außenministerium im April 1943 die slowakische Regierung um die Entsendung eines slowakischen Mitglieds für die Internationale Ärztekommission zur Obduktion der Opfer des Massakers von Katyn bat, wurde Šubík benannt. Die Kommission arbeitete vom 28. bis 30. April 1943 in Katyn und übergab anschließend ihren Bericht Reichsgesundheitsführer Leonardo Conti in Berlin. Nach seiner Rückkehr nach Bratislava hielt er vor Medizinprofessoren und Beamten seiner Behörde einen Vortrag über seine Beobachtungen und stellte die sowjetische Täterschaft in Katyn heraus. In der Sitzung des Staatsrates am 26. März 1942, als über die Deportationen der Juden aus der Slowakei in die deutschen Konzentrationslager diskutiert wurde (wenige Tage nach dem Anfang der Deportationen), hat Šubík diese bejaht, seine Äußerung wurde protokolliert: „Ich glaube, wir betrachten diese Frage immer noch nur unter religiösen Gesichtspunkten. Wurden die Juden durch die Taufe zu Slowaken? Nein!“
Bei der Befreiung der Slowakei durch die Rote Armee 1945 floh Šubík in das Deutsche Reich. Er wurde in der Amerikanischen Besatzungszone interniert und an die wiedererrichtete Tschechoslowakei ausgeliefert. Wegen Kollaboration wurde er zu zwei Jahren Gefängnis verurteilt. Nach seiner eigenen Darstellung haben seine Frau und Freunde Geld gesammelt, um den Richter zu bestechen, damit dieser ein mildes Urteil fällt. Nach der Haft durfte er nur als Landarzt praktizieren. Er stand unter Kontrolle der Geheimpolizei, die ihn immer wieder für mehrere Tage oder gar mehrere Wochen inhaftierte. Er durfte nicht mehr publizieren, seine Werke wurden aus öffentlichen Bibliotheken entfernt.
Mit der finanziellen Hilfe seines Freundes und früheren Universitäts-Kollegen Ján Fridrichovský floh Šubík 1952 unter höchst dramatischen Umständen mit seiner Familie nach Österreich. In der Wiener US-Botschaft verfasste er einen Bericht für die Madden-Kommission des US-Senats, die die Täterschaft des Massakers von Katyn aufklären sollte. Šubík gelangte über Italien und die Bundesrepublik Deutschland in die USA, wo er sich als Arzt in Poughkeepsie im Staat New York niederließ und bis zu seinem Tod im Jahr 1982 lebte.
Šubík wurde 1999 in der Slowakei rehabilitiert und zum Ehrenbürger von Trnava ernannt. Die polnische Dokumentarfilmerin Grażyna Czermińska befragte für ihren Film „Das Leben der Wahrheit widmend“ (2014) über die Internationale Ärztekommission von Katyn neben Historikern auch Verwandte und Bekannte Šubíks.

### Andrej Žarnov
Andrej Žarnov veröffentlichte zwischen 1925 und 1941 fünf Bände mit realistischen und politischen Gedichten voller patriotischem Pathos. Nach Sabine Witt war er nicht nur Pathologe als Arzt, sondern Pathologie im Sinne von Pathos und Logos war für ihn auch in seiner Literatur eine Richtschnur.
Žarnov 1925 positionierte sich nationalpolitisch mit seinem ersten Gedichtband „Stráž pri Morave“, der 1940 nochmals und diesmal ungekürzt unter dem Titel Štít herauskam. Der Gedichtband „Wacht an der March“ erschien im Verlag der von Karol Sidor herausgegebenen Parteizeitung Slovák von Hlinkas Slowakischer Volkspartei. Ein Großteil der Gedichte war schon im März und April 1925 in der Parteizeitung erschienen und nahm im Vorfeld der tschechoslowakischen Parlamentswahl 1925 deutlich Stellung für die Autonomiebestrebungen der Slowaken gegenüber den Tschechen: Am Grenzfluss March sollen die einfachen slowakischen Bauern die tschechischen Kapitalisten zurückdrängen und das Eindringen des Tschechoslowakismus in die Slowakei abwehren, der in der Tschechoslowakei zur Staatsdoktrin erklärt worden war. Der Kampf gegen die Feinde der slowakischen Nation wurde von Žarnov in einer Vermischung von christlichem Narrativ und nationaler Symbolik mit Hilfe der christlichen Heilsgeschichte gedeutet und nobilitiert. Im Kampf gegen die „slowakischen Tschechoslowaken“ bediente sich Žarnov auch antisemitischer Stereotype.
Vor Erscheinen des Gedichtbandes griff die tschechoslowakische staatliche Zensurbehörde ein und setzte durch, dass ganze Passagen gelöscht wurden. Beim Drucken wurden nun die Zensurschnitte durch Auslassungen und durch den Kommentar „Cenzurované“ (zensiert) kenntlich gemacht, wurden damit aber für die Parteigänger der „Ludaken“ auch kenntlich. Die massenhafte illegale Verbreitung der Gedichte machte Žarnov bekannt, der fortan, ohne sich direkt in das politische Geschehen in der Tschechoslowakei einzumischen, als politischer Intellektueller zu einer Instanz wurde. 1926 begleitete er Andrej Hlinka als Repräsentant des Zentralverbandes der katholischen slowakischen Studentenschaft auf eine USA-Reise. 1934 erhielt Žarnov für den Gedichtband „Hlas krvi“ [Die Stimme des Blutes] in der Tschechoslowakei den Staatspreis „Štefánikovu cenu“.
Žarnov wandte sich in seinen ab 1929 geschriebenen Gedichten der slowakischen nationalen Erneuerung zu. Diese beschrieb er unter Verwendung christlicher Metaphorik in einer Rückwendung zu einer Blut-und-Boden-Agrargesellschaft, in der die religiöse Spaltung in Katholiken und Protestanten, die Dichotomien von Stadt und Land und die in der Gesellschaft sich aufheben ließen. Die tatsächlich vorhandene Vielfalt der Sprachen und Religionen wurde von ihm in seinem Idealbild eines reinen slowakischen und katholischen Bauerntums ignoriert. Die slowakische Autonomiefrage formulierte er in einer durch und durch kämpferischen und blutrünstigen Sprache. Sabine Witt bezweifelte 2015 daher die Aussage von Julius Pašteka, dass Žarnov in der „Tradition eines christlich-humanistischen Denkens“ stehe.
1936 gab Žarnov eine Anthologie polnischer Dichter heraus. Bei der Auswahl spielte die christlich-nationale Thematik
die übergeordnete Rolle. Vorangestellt war die Oda do Młodości von Adam Mickiewicz, deren seinerzeitige Übersetzung bereits im 19. Jahrhundert ein Kristallisationspunkt der entstehenden slowakischen Nationalliteratur war. Die Polnische Literaturakademie verlieh ihm für die Verbreitung polnischer Literatur den Literaturpreis „Srebrny Wawrzyn“ (Silberner Lorbeer). Auch in den darauffolgenden Jahren übersetzte Žarnov aus dem Polnischen, so für die Bühne Stücke von Jarosław Iwaszkiewicz sowie von Zygmunt Krasiński das Versdrama Die ungöttliche Komödie. 1979 übersetzte er einen Band Gedichte des unter Pseudonym schreibenden Krakauer Kardinals Wojtyła ins Slowakische, ohne dass dieses Buch in der Tschechoslowakei verbreitet werden konnte. 1980 übergab er bei einer Audienz für katholische Intellektuelle aus der slowakischen Emigration im Vatikan Papst Johannes Paul II. ein Exemplar dieses Bandes.
Im 1939 gegründeten slowakischen Staat erhielt Žarnov sogleich 1940 den Staatspreis für den Gedichtband Štít (Schild, Panzer). In dem nach 1925 neuaufgelegten Band waren auch Gedichte seit 1936 enthalten, die die nun endlich realisierte Staatsbildung mit nationaler Symbolik unterstützen sollten. Darunter ein Gedicht über den Ort Šurany, der 1938 in der Folge des Wiener Schiedsspruchs an Ungarn gefallen war und in dem kurz darauf eine Slowakin von ungarischen Gendarmen erschossen worden war, und das Gedicht „Devín“ über die zum nationalen Symbol der Slowaken erhobene Grenzburg Devín bei Bratislava, die nun an das Deutsche Reich gefallen war.
Žarnov publizierte in der Nachkriegszeit nur noch Übersetzungen. Im Alter machte er sich an die Übersetzung von Dantes Göttlicher Komödie und konnte noch deren ersten Teil veröffentlichen.

### Nachwirkung
Žarnov war als katholisch-nationalistischer Autor in der Tschechoslowakischen Sozialistischen Republik tabuisiert. So finden sich in den tschechoslowakischen Nachschlagewerken aus dieser Zeit keine Einträge über ihn. Nach der politischen Wende von 1989 („Samtene Revolution)“ und der zweiten Gründung der Slowakei 1993 begannen sich slowakische Literaturwissenschaftler für ihn zu interessieren. Žarnov wird von diesen als Autor der Zwischenkriegszeit und des slowakischen Staates sowie auch als Autor der Emigration behandelt.
In die 2003 erschienene Gedichtauswahl „Nedopoviem slovom…“ wurden vom Herausgeber die Gedichte mit ausgesprochen politischem Bezug aus dem Band Štít nicht aufgenommen, es sind dies: „Verräter“, „Aufmarsch der Lebenden“, „Bauer ins Haus“, „Meine Heimat“, „Nach Hause“ und „Slowakischer Morgen“, sie sind aber Teil der 2007 von Julius Pašteka herausgegebenen Gesamtausgabe.

## Werke
- Stráž pri Morave : Verše. Bratislava : Unia, 1925 [Die Wacht an der March]
- Brázda cez úhory. 1929. [Furche durchs Brachland]
- Hlas krvi. Trnava, 1932. [Die Stimme des Blutes]
- Štít. Bratislava : Ján Horáček, 1940 [Schild/Panzer]
- Mŕtvy. Bratislava : Elánu, 1941 [Er ist tot/Der Tote]
- Presievač piesku : poézia. 1978. Martin : Vyd-vo Matice slovenskej, 1993
- Nedopoviem slovom… Výber z básnickej tvorby. Martin 2003 [Ich kann das mit Worten nicht sagen. Auswahl aus dem dichterischen Werk]
- Julius Pašteka (Hrsg.): Môj domov jediný. Prešov : Vyd-vo Michala Vaška, 2007 [Meine einzige Heimat]

Übersetzungen
- U polských básnikov. Turč. Sv. Mart., 1936 [Bei den polnischen Dichtern. Übersetzungen]
- Zygmunt Krasiński: Nebožská komedie Turčiansky Sv. Martin : Matica slovenská, 1943 [Die ungöttliche Komödie, Versdrama]
- Edward Francis Murphy: Hries̆nica z Magdaly : romăn. Trnave : Spolok sv. Vojtecha, 1948
- Sophokles: Antigona. Turčiansky Sv. Martin : Matica slovenská, 1940
- Adam Mickiewicz: Poézia. Trnava : Spolok sv. Vojtecha, 1948
- Jan Kasprowicz: Hymny. Trnava : Spolok sv. Vijtecha, 1949
- Oscar Wilde: Väzenská balada. Rím : Slovenský Ústav sv. Cyrila a Metoda, 1976. [The Ballad of Reading Gaol]
- Andrzej Jawien: Profily : výber z básni. Rím : Slov. ústav sv. Cyrila a Metoda, 1979
- Dante: Inferno. Übersetzung mit Mikuláš Pažítka. Cambridge, Ont. : Dobrá kniha, 1978